# 宝塔寺
宝塔寺（：／）是一座位于韩国忠清北道镇川郡宝莲山脚下的佛教寺廟。于1996年由智光、妙順和能玄三名僧侶创立于原高麗時代的佛寺遺址。該寺的復建工作于1992年開始，包括大木手申榮勳（／）等来自各个领域的工匠参加了佛寺大殿的建造。佛寺的三层木塔于1996年8月完工，其後又陸續复原了地藏殿、灵山殿以及山神阁等建筑，于2003年正式竣工。